# 酒井憲二
酒井 憲二（さかい けんじ、1928年1月15日 - 2012年11月28日）は、日本の国語学者・国文学者。

## 来歴・業績
1928年、酒井與蔵・美世里の長男として、福井県今立郡北中山村川島（現鯖江市川島町）に生まれる。北中山尋常高等小学校（北中山村国民学校）・福井師範学校・日本大学文学部国文学科（二部）を首席で卒業。文学博士（日本大学）。鯖江市中央中学校、東京都墨田区立言問小学校、都立小松川高校・上野高校（いずれも定時制）教諭、山梨県立女子短期大学（現山梨県立大学）講師、図書館短期大学助教授（図書館大学（仮称）創設準備室委員）、図書館情報大学（現筑波大学図書館情報メディア研究科）教授（大学院担当科目は書誌学特論１、および、日本大学文理学部にて国語学演習）、平成4年（1992）定年退官。調布学園女子短期大学（現田園調布学園大学短期大学部、日本語日本文化学科）教授・学長（8年間、調布学園短期大学人間福祉学科一期生の卒業と共に退任）、平成12年（2000）退職。田園調布大学名誉教授。東洋文庫研究員。『新明解国語辞典』編集委員。平成24年（2012）11月28日死去。
平成2年（1990）「『甲陽軍鑑』の成立と資料性」で日本大学より文学博士の学位を取得。平成7年（1995）『甲陽軍鑑大成』(全4巻)の刊行により、『甲陽軍鑑』の偽書説を覆した。
令和3年（2021）公開の映画『信虎』は『甲陽軍鑑』の記述を実写化しており、酒井憲二に捧げられている。

## 受賞歴・叙勲歴
- 平成7年（1995）『甲陽軍鑑大成』(全4巻)により新村出賞、やまなし文学賞受賞。
- 平成16年（2004）春、瑞宝小綬章叙勲。

## 著書

### 単著
- 『老国語教師の「喜の字の落穂拾い」』笠間書院,2004.7.

### 編著
- 『うた丶ね 本文および索引』次田香澄共著.笠間書院,1976.
- 『甲陽軍鑑大成』全4巻 編著.汲古書院,1994-95
- 『甲陽軍鑑大成」第5-7巻(影印篇)』汲古書院,1997-98
- 『実語教童子教 研究と影印』編著.三省堂,1999.2.
- 『新明解国語辞典』第6版.山田忠雄, 柴田武,倉持保男, 山田明雄共編.三省堂,2005.5.
- 『甲陽軍鑑校注. 序冊』編著.勉誠出版,2013.1.